# 鷲巣詩郎
もしかして
- 鷺巣詩郎

ではありませんか？